# Reuben Davis (Politiker)

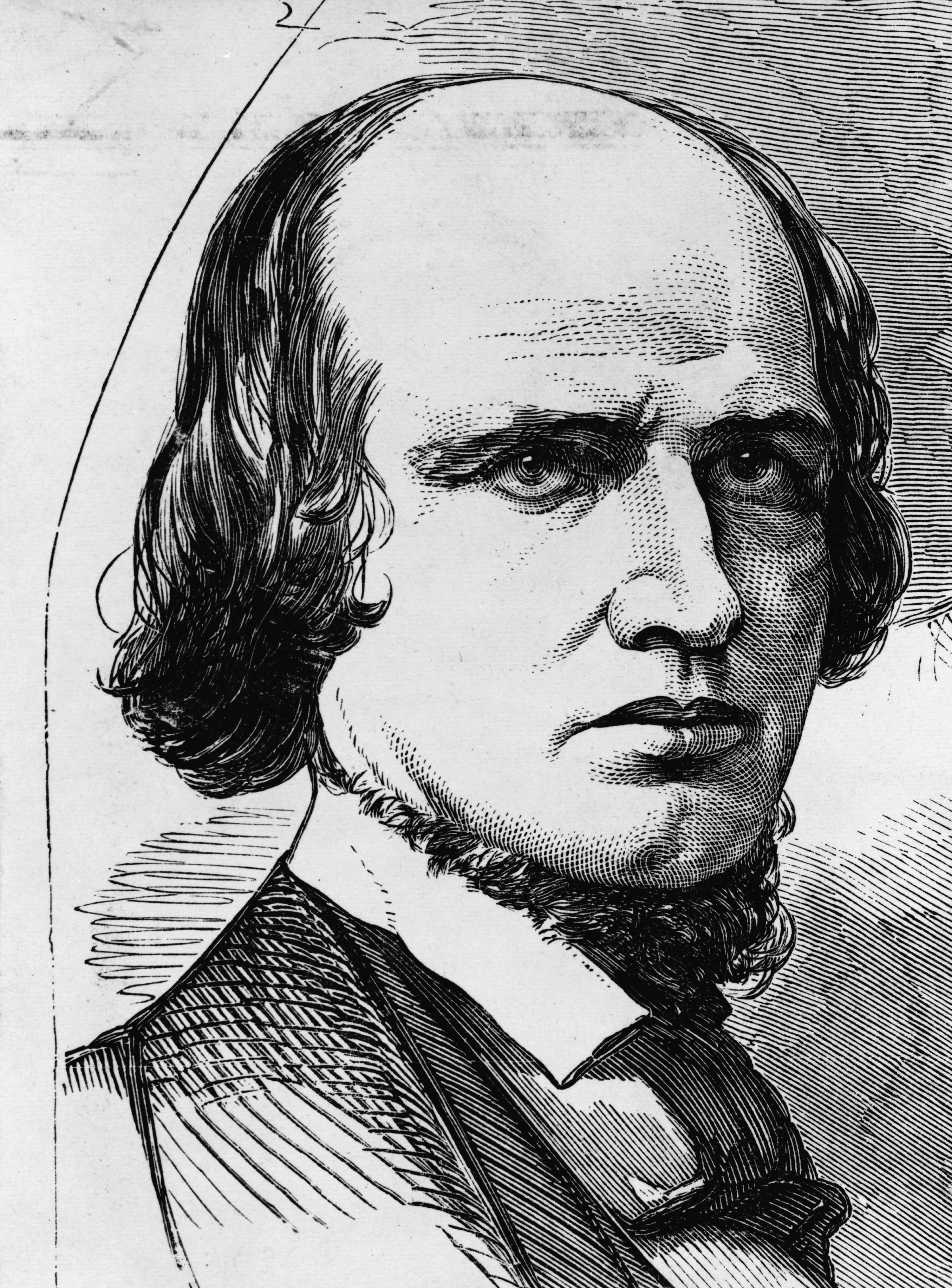
Reuben Davis

Reuben Davis (* 18. Januar 1813 in Winchester, Franklin County, Tennessee; † 14. Oktober 1890 in Huntsville, Alabama) war ein US-amerikanischer Politiker. Zwischen 1857 und 1861 vertrat er den zweiten Wahlbezirk des Bundesstaats Mississippi im US-Repräsentantenhaus.

## Leben
Um das Jahr 1818 kam Davis Reuben mit seinen Eltern nach Alabama. Dort besuchte er die öffentlichen Schulen. Nach einem Medizinstudium arbeitete er kurz als Arzt, gab diesen Beruf aber dann wieder auf. Nach einem Jurastudium und seiner 1834 erfolgten Zulassung als Rechtsanwalt begann er in Aberdeen (Mississippi) in seinem neuen Beruf zu arbeiten.
Zwischen 1835 und 1839 war Davis Bezirksstaatsanwalt im sechsten juristischen Distrikt. Er wurde Mitglied der Whig Party, für die er sich 1838 erfolglos um einen Sitz im Kongress bewarb. Im Jahr 1842 war Davis für vier Monate Richter an einem Berufungsgericht. Während des Mexikanisch-Amerikanischen Krieges war er Oberst einer Einheit aus Mississippi. Zwischen 1855 und 1857 saß Davis als Abgeordneter im Repräsentantenhaus von Mississippi.
Nachdem sich die Whigs in den 1850er Jahren aufgelöst hatten, wurde Davis Mitglied der Demokratischen Partei. 1856 wurde er als deren Kandidat in das US-Repräsentantenhaus in Washington, D.C. gewählt, wo er am 4. März 1857 Hendley S. Bennett ablöste. 1860 wurde er in seinem Mandat bestätigt. Seine zweite Amtszeit begann am 4. März 1859 und sollte bis zum 3. März 1861 laufen. Da aber zwischenzeitlich sein Staat Mississippi aus der Union ausgetreten war und sich den Konföderierten Staaten anschließen wollte, trat er am 12. Januar 1861 zurück. In den folgenden Jahren bis zum Februar 1870 war Mississippi nicht im US-Kongress vertreten, weil der Staat bis 1865 nach eigenem Selbstverständnis nicht mehr Teil der Vereinigten Staaten war und gegen diese Krieg führte. Nach der Niederlage der Südstaaten wurde Mississippi die Wiederaufnahme in die Union erst im Jahr 1870 gestattet.
Während des Bürgerkrieges wurde Reuben Davis Brigadegeneral im Heer der Konföderation. Nach dem Krieg arbeitete er wieder als Rechtsanwalt. 1878 kandidierte er erfolglos für die kurzlebige Greenback Party für eine Rückkehr in den Kongress. Reuben Davis starb im Jahr 1890 in Huntsville und wurde in Aberdeen beigesetzt.